# Francis Fitzgerald Neville Chamberlain
Pour les articles homonymes, voir Chamberlain.
Neville Francis Fitzgerald Chamberlain (né en 1856 et décédé en 1944) est un colonel britannique. Il est crédité de l'invention du jeu de snooker, une variante du billard alors qu'il cantonnait en Inde, à Jabalpur, en 1875. Dix ans plus tard, en 1885, à l'occasion d'un voyage en Inde du champion britannique de billard John Roberts, Chamberlain lui présente ses innovations et introduit par son biais la pratique du snooker en Angleterre, discipline qui deviendra ensuite très populaire au sein du Royaume-Uni.
Il est le fils de Francis Chamberlain et le petit-fils de Henry Chamberlain, consul général britannique à Rio de Janeiro, au Brésil, et de sa deuxième femme, Anna Eugenia.

## Distinctions
- Chevalier commandeur de l'Ordre du Bain (KCB - 1903)[2]
- Chevalier commandeur de l'Ordre royal de Victoria (KCVO - 1911)[3]
- Chevalier de grâce du Très vénérable ordre de Saint-Jean (1914)[4]